# 家政学研究科
家政学研究科（かせいがくけんきゅうか、英称：The Graduate School of Home Economics）は、日本の大学院研究科のうち、家政学、生活科学に関する高度な教育・研究を行う機構の1つである。おもに女子大学大学院に設置されている。

## 概要
主に、家政学部の上位に連続した形で設置され、博士前期課程（修士課程）および博士後期課程（博士課程）あるいは相当する課程で構成される。学位は、修士課程は、修士（家政学）を、博士課程は、博士（家政学）を修めることができる。近年は、生活科学研究科や人間生活科学研究科とした研究科名称とする研究科と研究分野・領域が隣接、重複している。

## 家政学研究科を置く大学
- 日本女子大学 - 児童、食品栄養、住居、被服、生活経済の専攻
- 京都女子大学 - 食品と生活造形学、生活福祉学の専攻
- 東京家政大学 - 食品栄養学、被服造形学、児童などの専攻
- 神戸女子大学 - 食品栄養学と生活造形の専攻
- 大妻女子大学 - 被服学、食物学、児童学の専攻
- 共立女子大学 - 被服学、食物学、児童学の専攻
- 安田女子大学 - 内部環境分野、生活環境分野の専攻